# Vándorplakett

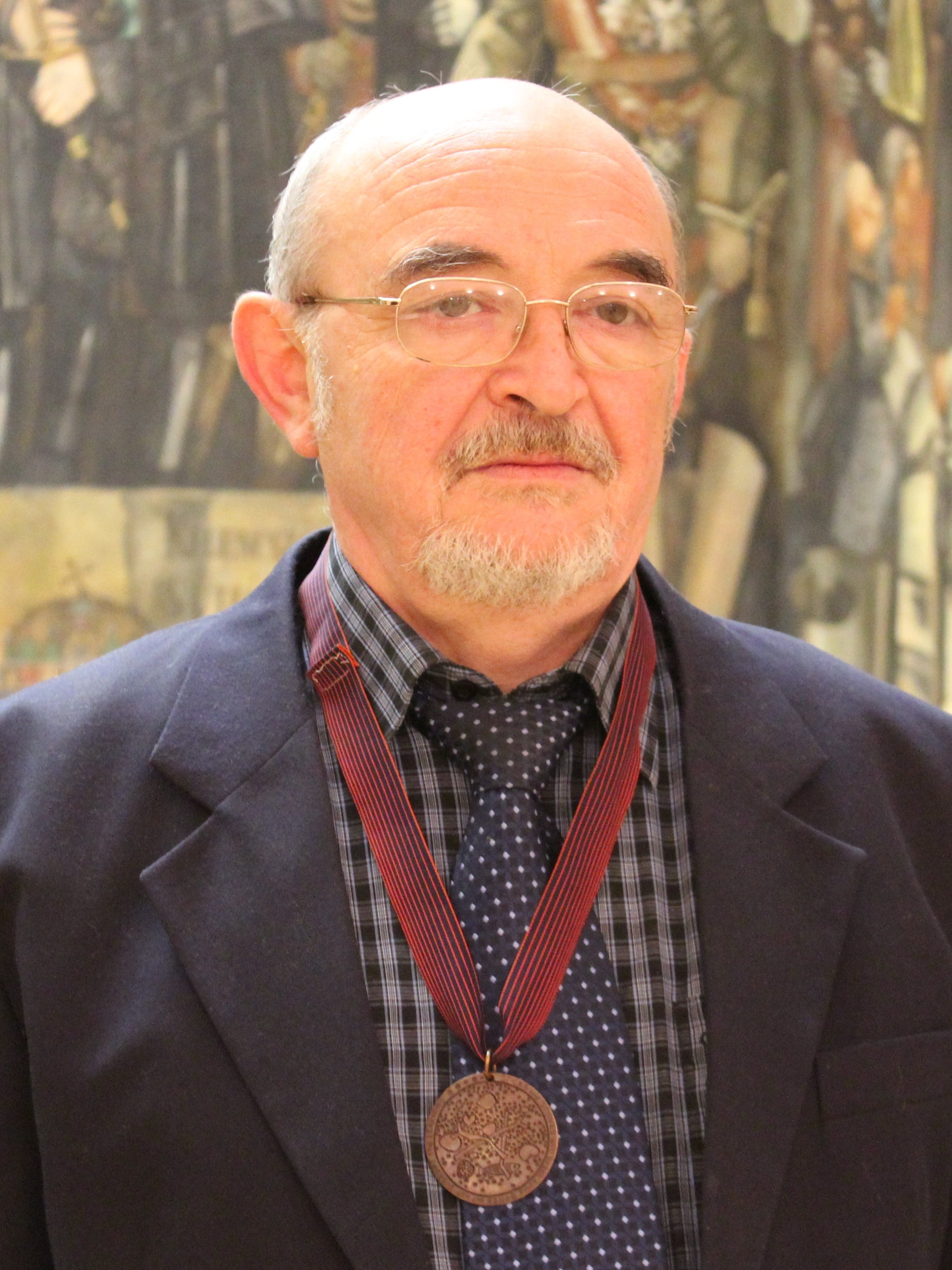
Piláth Károly, a Vándorplakett 2013. évi átadása előtt

A Vándorplakett (más elnevezéssel Vándor Díj) magyar fizikatanárok számára adományozható díj, amelyet Marx György indított útjára 1990-ben Egerben, a 33. Országos Középiskolai Fizikatanári Ankéton.

## A plakett
A díj egy vörös–kék szalagon függő, kör alakú, vésett bronzplakett, amely nyakba akasztva viselhető. A plakett előlapján a körirat szövege: „STICKS and STONES will break some BONES but not DISRUPT the LEARNING”, azaz „Botok és kövek csontot törhetnek, de ez nem zavarhatja meg a tanulást”.
A plakett hátoldalán a „12-86 morgan” felirat (szignó?) található.

## Története
A díjként szolgáló bronzplakettet Marx György 1989-ben kapta egy konferencián a michigani C. M. Clark professzortól
a magyarországi fizikatanítás megújítása érdekében végzett tevékenységéért. A következő évben, a középiskolai fizikatanári ankéton Marx György azt mondta, hogy szerinte ez az elismerés a magyar fizikatanárokat illeti, ezért továbbadta Boros Dezsőnek, a jászberényi Lehel Vezér Gimnázium tanárának. A következő ankéton Boros Dezső hasonló gondolatokkal adta tovább a plakettet. Így alakult ki az a hagyomány, hogy mindig az előző évi díjazott egymaga dönt a következő kitüntetett személyéről, és a díjat mindig a fizikatanári ankét nyitóünnepségén adja át a következő díjazottnak. Hagyomány, hogy a díjat átadó ismerteti a díj történetét is, és felsorolja minden addigi díjazott nevét. A díjjal semmiféle anyagi elismerés nem jár.

## A díjazottak
- 1989 Marx György (alapító)[3]
- 1990 Boros Dezső
- 1991 Kiss Lajos
- 1992 Szegedi Ervin
- 1993 Holics László
- 1994 Honyek Gyula
- 1995 Varga István
- 1996 Bartos-Elekes István
- 1997 Zátonyi Sándor, (ifj.)
- 1998 Zsúdel László
- 1999 Kopcsa József
- 2000 Pálovics Róbert
- 2001 Farkas László
- 2002 Elblinger Ferenc
- 2003 Jurisits József
- 2004 Simon Péter
- 2005 Pákó Gyula
- 2006 Krassói Kornélia
- 2007 Plósz Katalin
- 2008 Dézsi Zoltánné
- 2009 Dudics Pál
- 2010 Petróczi Gábor
- 2011 Mester András
- 2012 Piláth Károly
- 2013 Csajági Sándor
- 2014 Ujvári Sándor
- 2015 Moróné Tapody Éva
- 2016 Csiszár Imre (pedagógus)
- 2017 Kirsch Éva
- 2018 Márki-Zay János
- 2019 Pál Zoltán
- 2020 –[4]
- 2021 Beszeda Imre
- 2022 –[5]
- 2023 Borbélyné Bacsó Viktória
- 2024 Komáromi Annamária